# Cinclus leucocephalus
El mirlo acuático coroniblanco, mirlo acuático de cabeza blanca o mirlo acuático cabeciblanco (Cinclus leucocephalus) es una especie de ave paseriforme de la familia Cinclidae. Su hábitat incluye entornos acuáticos en América del Sur.
Son astutos y difícilmente caen en las redes de neblina, generalmente van en parejas en busca de alimento encontrado a orillas de los ríos. De etologia curiosa, prefieren ver al observador.